# Viborg Stifts Folkeblad
Viborg Stifts Folkeblad er et dansk dagblad, som udkommer i primært Viborg Kommune.
Avisen blev grundlagt 1. oktober 1877 som modvægt mod den konservative Viborg Stiftstidende.[kilde mangler] Fra 1880 til 2007 var bladet en del af De Bergske Blade.[kilde mangler] Det udgives i dag af Jysk Fynske Medier. Viborg Stifts Folkeblad er det eneste overlevende af de fem dagblade, som blev udgivet i Viborg i første halvdel af 1900-tallet. Politisk må bladet opfattes som borgerligt liberalt.[kilde mangler]
I begyndelsen af 1970'erne forsøgte bladet en ekspansion ved opkøb af Skive Dagblad og Randers Dagblad samt ved etablering af en aflægger i Hobro.[kilde mangler]

## Oplag og læsertal
Ved opkøbet kom oplaget i 1975 op på knap 21.000, men allerede året efter måtte de tre aflæggere nedlægges, og oplaget faldt til omkring 15.000, som havde været det typiske i en årrække.[kilde mangler] Siden er oplaget gået langsomt tilbage, men har siden stabiliseret sig omkring 9.000 (2011).[kilde mangler] I modsætning til de drastiske fald i oplag, som de fleste dagblade har oplevet i de senere år, har Viborg Stifts Folkeblad kunnet notere en lille fremgang.[kilde mangler]
Ifølge MediaWatch er Viborg Stifts Folkeblads læsertal faldet fra 21.000 til 15.000 personer i løbet af årene 2017-19.

## Chefredaktører
- 1877 – 1881	J.K. Holm
- 1881 – 1903 Anders Andersen
- 1903 – 1927	Rasmus K. Berthelsen
- 1927 – 1962	Theodor Wellejus
- 1962 – 1969	Poul Nielsen
- 1969 – 1974	Asbjørn Nielsen
- 1974 – 2000	Per Sunesen
- 2000 – 2024	Lars Norup
- 2024 - Andreas Søndergaard